# شان کریستیان
شان کریستیان (به انگلیسی: Shawn Christian) (زاده ۲۱ ژوئیهٔ ۱۹۸۳) بازیگر آمریکایی است.
از کارهای معروف او می‌توان به بازی در فیلم‌های محض اطلاع، ملاقات دیو، شهر کوچک شنبه‌شب و طلوع خورشید ساوانا اشاره کرد.